# قيد باراس (دوعن)
'

تعديل مصدري - تعديل

قيد باراس هي إحدى قرى عزلة صيف بمديرية دوعن التابعة لمحافظة حضرموت، بلغ تعداد سكانها 42 نسمة حسب تعداد اليمن لعام 2004.